# Wolkenstein (Erzgebirge)

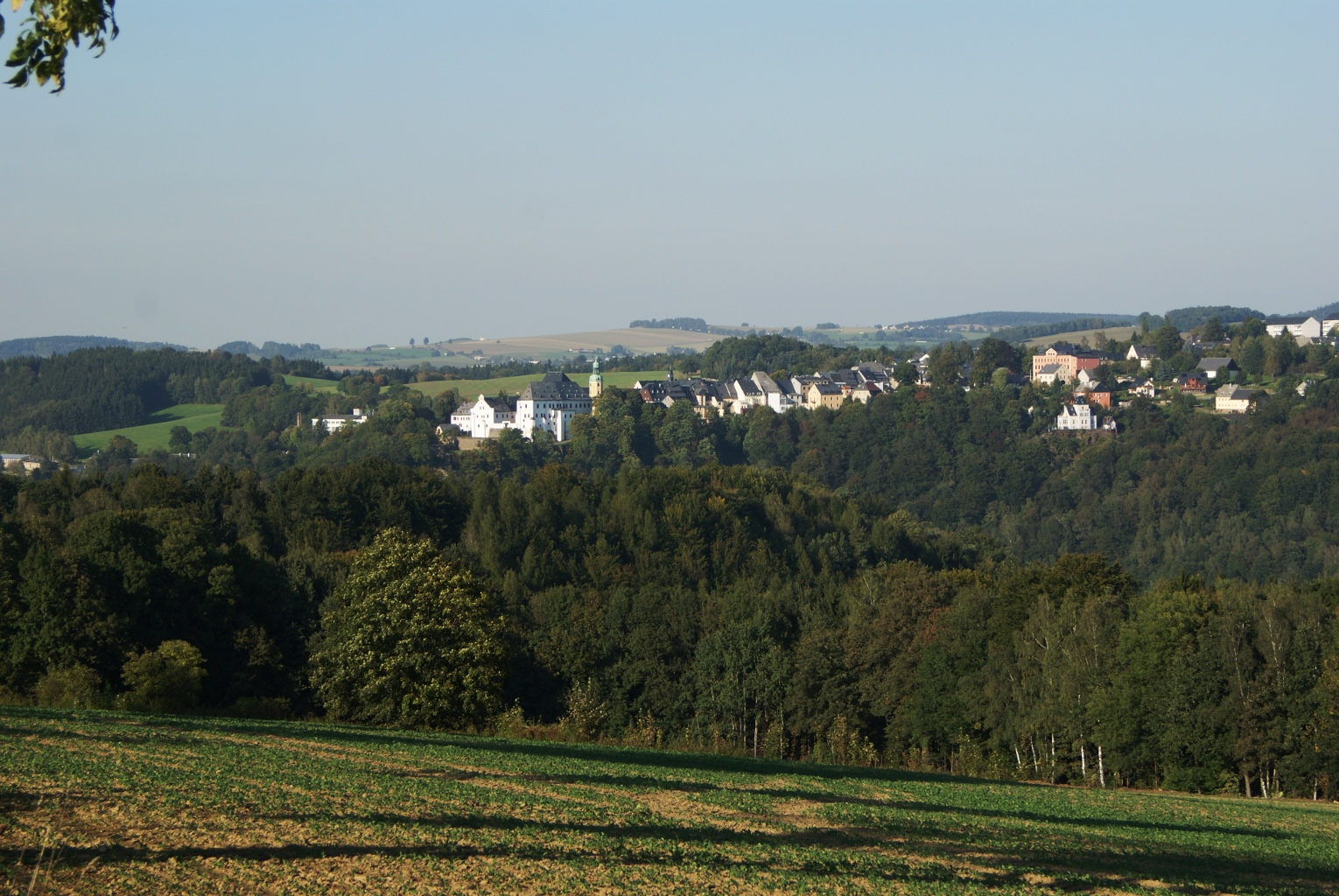
Wolkenstein von der Wiesenbader Straße

Wolkenstein ist eine Stadt im Erzgebirgskreis in Sachsen. Im Ortsteil Warmbad befindet sich die älteste und wärmste Thermalquelle Sachsens.

## Geografie

### Geografische Lage
Die Stadt Wolkenstein liegt auf einem Felssporn oberhalb des Tals der Zschopau in der Nähe ihres Zusammenflusses mit der Preßnitz. 70 m über dem Zschopautal liegt die Burg Wolkenstein, die dem Ort seinen Namen bescherte. „Die Burg steht auf einem Stein, der bis in die Wolken zu ragen scheint.“ Der südwestlich gelegene Ortsteil Falkenbach ist ein einseitiges Waldhufendorf. Nordöstlich von Wolkenstein liegen die Waldhufendörfer Gehringswalde und Hilmersdorf. Ganz im Nordosten befindet sich die Heinzebank an der Kreuzung der Bundesstraßen 101 und 174. Nördlich von Wolkenstein liegt der Kurort Warmbad.

### Stadtgliederung
- Drei Rosen
- Falkenbach
- Floßplatz
- Gehringswalde
- Heinzebank
- Hilmersdorf
- Huth
- Kohlau
- Niederau
- Oberau
- Schönbrunn
- Warmbad

## Geschichte

### Wolkenstein mit Floßplatz

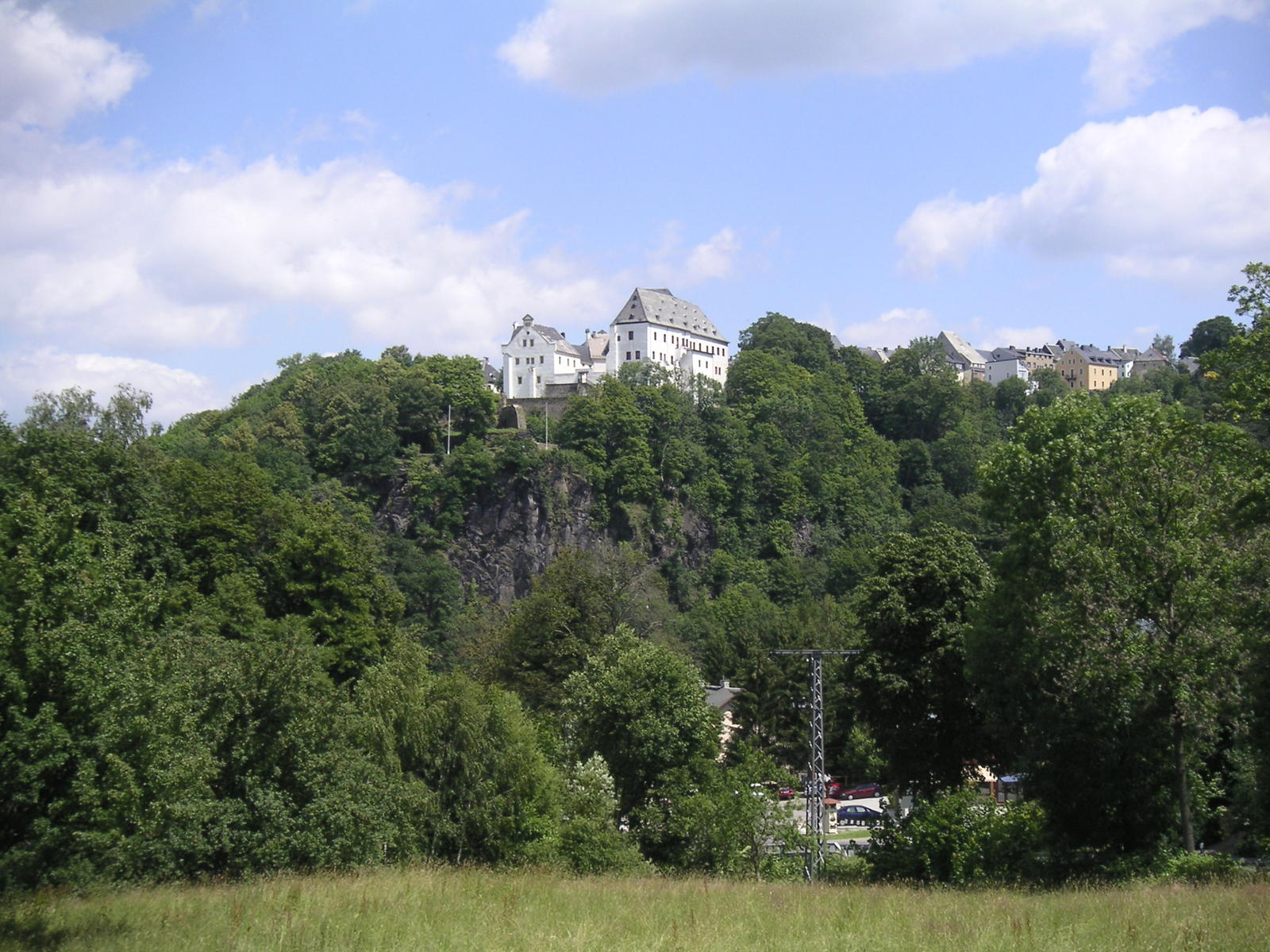
Burg Wolkenstein über dem Zschopautal von Südwesten

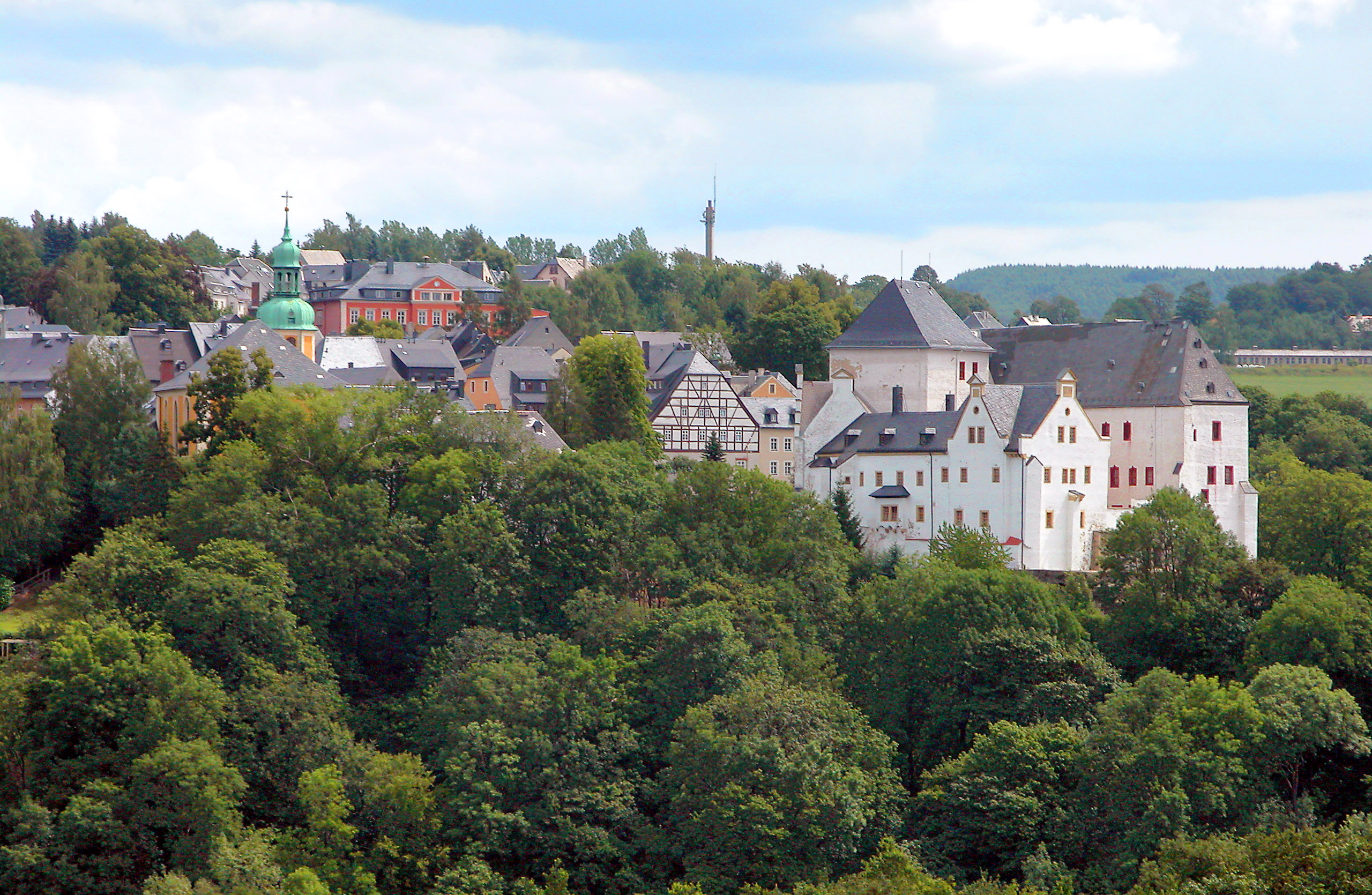
Wolkenstein

1241 wird ein Hugo miles de Waldenberc aus der Linie der Waldenburger mit der Herrschaft Wolkenstein in Verbindung gebracht. Der 1262 erwähnte Hugen von Motzen aus dem Geschlecht der Leisniger, der fälschlicherweise als erster Besitzer der Burggrafenschaft Wolkenstein genannt wird, existierte nicht. Die Quelle, auf die sich die Chronisten bezogen, behandelt die Burggrafenschaft Wolkenburg nördlich von Chemnitz. Hier kam es vermutlich zu einem Übertragungsfehler seitens eines Chronisten, der im Laufe der Zeit immer wieder kopiert wurde. Außerdem ist der Beiname „von Motzen“ nicht belegbar. Zu überprüfen ist dies im Dresdner Staatsarchiv.
Der Ort wurde 1293 erstmals urkundlich erwähnt. 1312 wurde der Ort Sitz eines Erzpriesteramtes und unterstand  dem Benediktinerkloster Chemnitz. 1323 findet sich der Ortsname als oppidum (städtische Siedlung) und 1385 wurde eine Stadtschule erwähnt. Auf der Burg Wolkenstein saßen die Waldenburger als Ministeriale im Auftrag des deutschen Königs. Ab 1378 war Wolkenstein der Hauptsitz der Waldenburger. Nach dem Tod des letzten Waldenburgers fiel der Besitz 1473 als erledigtes Lehen an die Landesherren, die Wettiner. Zur gleichen Zeit begann in der Gegend um Wolkenstein der Bergbau von neuem. 1536/37 führte Heinrich der Fromme die Reformation ein; Wolkenstein wurde eine eigenständige Parochie.
Im Jahr 1573 erhielt die Zschopau eine überdachte Holzbrücke. Durch die Vereinigung des Amts Wolkenstein mit dem Amt Rauenstein entstand ab 1596 das größte Amt des Erzgebirges.
Um 1622 wurden 67 Zechen betrieben. 1689 konnte die durch einen Stadtbrand von 1687 zerstörte Kirche wieder eingeweiht werden. Nach den Plänen Daniel Pöppelmanns wurde 1769 anstelle der hölzernen Brücke eine Steinbrücke errichtet. Fast dreihundert Jahre später, 1835 wurde am Floßplatz die Baumwollspinnerei Falkenhorst errichtet, anstelle der Baumwolle wurden ab 1880 Papier und Kartonagen hergestellt. Im Sommer 2003 erwarb ein Unternehmer aus Großolbersdorf das gesamte Gelände, und seitdem entstanden dort Drehteile für Automobile und Armaturen sowie Medizin- und Elektrotechnik. 1866 erhielt die Stadt mit dem auf Schönbrunner Flur gelegenen Bahnhof einen Anschluss an die Zschopautalbahn. Die Freiwillige Feuerwehr wurde 1876 gegründet, ein neues Schulgebäude entstand 1885 und 1890 wurde die Kanalisation der Stadt vollendet. Im Jahr 1904 wurde der Bergbau im Wolkensteiner Revier eingestellt. Ein Trinkwasseranschluss konnte 1908 in Betrieb genommen werden, 1919 gab es das erste Kino. Die Betriebe und Haushalte wurden 1925 an das Annaberger Gaswerk angeschlossen, das eigene Gaswerk musste dadurch abgeschaltet werden. 1926 kaufte die Stadt das Warmbad, um es weiter zu betreiben. Ab 1929 begannen die Bauarbeiten der Umgehungsstraße, dazu musste im Ortsteil Floßplatz eine Brücke über die Zschopau und die Zschopautalbahn gebaut werden, die 1931 eingeweiht wurde. Der Neubau des Rathauses wurde 1929 eingeweiht. In der Nacht vom 14. auf den 15. Februar 1945 kamen bei einem Luftangriff sechs Menschen ums Leben, über 200 Gebäude wurden zerstört oder beschädigt.
Nach der Wende und der Neugründung von Bundesländern wurden am 1. Januar 1999 die Ortschaften Falkenbach, Gehringswalde, Hilmersdorf und Schönbrunn nach Wolkenstein eingemeindet.

### Einwohnerentwicklung
Folgende Einwohnerzahlen beziehen sich auf den 31. Dezember des voranstehenden Jahres mit Gebietsstand Januar 2007: Quelle: Statistisches Landesamt des Freistaates Sachsen
- 1982: 4.843
- 1983: 4.850
- 1984: 4.843
- 1985: 4.873
- 1986: 4.891
- 1987: 5.008
- 1988: 4.976
- 1989: 4.864
- 1990: 4.719
- 1991: 4.674
- 1992: 4.635
- 1993: 4.631
- 1994: 4.614
- 1995: 4.617
- 1996: 4.528
- 1997: 4.459
- 1998: 4.415
- 1999: 4.400
- 2000: 4.358
- 2001: 4.302
- 2002: 4.309
- 2003: 4.335
- 2004: 4.331
- 2005: 4.325
- 2006: 4.272
- 2007: 4.217
- 2009: 4.134
- 2012: 4.001
- 2013: 3.941
- 2022: 3.837

## Politik

### Stadtrat

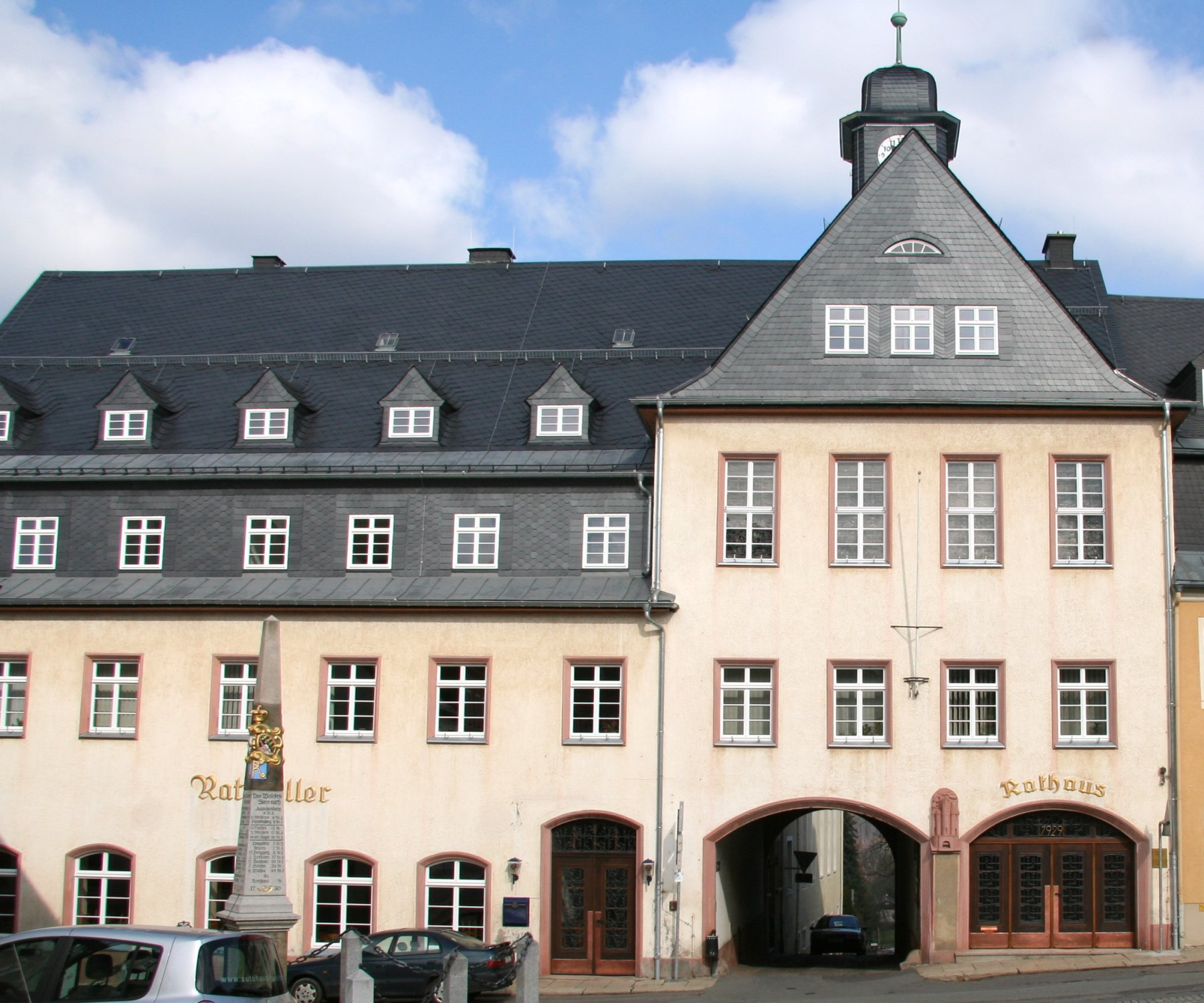
Rathaus, davor Postmeilensäule

Seit der Stadtratswahl am 9. Juni 2024 verteilen sich die 13 Sitze des Stadtrates folgendermaßen auf die einzelnen Gruppierungen:
- CDU: 6 Sitze
- Demokratische Wählervereinigung Wolkenstein (DWV): 5 Sitze
- AfD: 1 Sitz
- SPD: 1 Sitz

| Stadtrat ab 2024Insgesamt 13 Sitze - SPD: 1 - DWV: 5 - CDU: 6 - AfD: 1 Die AfD kann drei Sitze nicht besetzen. Der Stadtrat verkleinert sich entsprechend. | Liste                                       | 2024   | 2024   | 2019   | 2019   | 2014   | 2014   |
| Stadtrat ab 2024Insgesamt 13 Sitze - SPD: 1 - DWV: 5 - CDU: 6 - AfD: 1 Die AfD kann drei Sitze nicht besetzen. Der Stadtrat verkleinert sich entsprechend. | Liste                                       | Sitze  | in %   | Sitze  | in %   | Sitze  | in %   |
| Stadtrat ab 2024Insgesamt 13 Sitze - SPD: 1 - DWV: 5 - CDU: 6 - AfD: 1 Die AfD kann drei Sitze nicht besetzen. Der Stadtrat verkleinert sich entsprechend. | CDU                                         | 6      | 37,5   | 5      | 28,1   | 6      | 34,3   |
| Stadtrat ab 2024Insgesamt 13 Sitze - SPD: 1 - DWV: 5 - CDU: 6 - AfD: 1 Die AfD kann drei Sitze nicht besetzen. Der Stadtrat verkleinert sich entsprechend. | Demokratische Wählervereinigung Wolkenstein | 5      | 29,9   | 9      | 55,5   | 8      | 44,0   |
| Stadtrat ab 2024Insgesamt 13 Sitze - SPD: 1 - DWV: 5 - CDU: 6 - AfD: 1 Die AfD kann drei Sitze nicht besetzen. Der Stadtrat verkleinert sich entsprechend. | AfD                                         | 1      | 22,6   | –      | –      | –      | –      |
| Stadtrat ab 2024Insgesamt 13 Sitze - SPD: 1 - DWV: 5 - CDU: 6 - AfD: 1 Die AfD kann drei Sitze nicht besetzen. Der Stadtrat verkleinert sich entsprechend. | SPD                                         | 1      | 8,2    | 2      | 11,6   | 2      | 15,2   |
| Stadtrat ab 2024Insgesamt 13 Sitze - SPD: 1 - DWV: 5 - CDU: 6 - AfD: 1 Die AfD kann drei Sitze nicht besetzen. Der Stadtrat verkleinert sich entsprechend. | Grüne                                       | –      | 1,7    | –      | 4,7    | –      | 4,0    |
| Stadtrat ab 2024Insgesamt 13 Sitze - SPD: 1 - DWV: 5 - CDU: 6 - AfD: 1 Die AfD kann drei Sitze nicht besetzen. Der Stadtrat verkleinert sich entsprechend. | FDP                                         | –      | –      | –      | –      | –      | 2,6    |
| Stadtrat ab 2024Insgesamt 13 Sitze - SPD: 1 - DWV: 5 - CDU: 6 - AfD: 1 Die AfD kann drei Sitze nicht besetzen. Der Stadtrat verkleinert sich entsprechend. | Wahlbeteiligung                             | 66,8 % | 66,8 % | 66,2 % | 66,2 % | 52,6 % | 52,6 % |

### Bürgermeister
Wolfram Liebing wurde im Juni 2013 im zweiten Wahlgang mit 45,9 % der Stimmen zum neuen Bürgermeister gewählt. Amtsvorgänger war Guntram Petzold (parteilos), er hatte das Amt 14 Jahre inne. Mitbewerber waren Martin Wittig und Jens Martin. Er wurde am 21. Juni 2020, im Alter von 64 Jahren, wiedergewählt. Seine Wiederwahl hätte aufgrund der Corona-Pandemie dabei fast nicht stattgefunden.
| Wahl | Bürgermeister   | Vorschlag | Wahlergebnis (in %) |
| ---- | --------------- | --------- | ------------------- |
| 2020 | Wolfram Liebing | Liebing   | 98,2                |
| 2013 | Wolfram Liebing | Liebing   | 45,9                |
| 2006 | Guntram Petzold | Petzold   | 49,2                |
| […]  |                 |           |                     |
| 1994 | Bernd Sachse    | DWV       | 58,2                |

### Städtepartnerschaften
Wolkenstein unterhält Städtepartnerschaften mit der Stadt Bad Bentheim in Niedersachsen (seit 1991), mit Ruppertshofen (Ostalbkreis) in Baden-Württemberg (seit 1992) und mit Postoloprty (seit 2012).
Ferner besteht ein Patenschaftsverhältnis zur 6. Kompanie des Panzergrenadierbataillons 371 im benachbarten Marienberg.

## Kultur und Sehenswürdigkeiten

### Bauwerke
- Schloss Wolkenstein ist eine renaissancezeitliche Schlossanlage auf einem Bergsporn über dem Tal der Zschopau, die auf eine hochmittelalterliche Burg der Herren von Waldenburg zurückgeht.
- Die evangelisch-lutherische St.-Bartholomäus-Kirche geht auf eine mittelalterliche, zur Burg gehörende Kapelle zurück und wurde in ihrer heutigen Gestalt nach dem Stadtbrand von 1687 errichtet.
- Das Mühltor in Wolkenstein soll eines von lediglich vier in Sachsen erhaltenen mittelalterlichen Stadttoren sein.
- Am historischen Markt befindet sich das Rathaus mit Ratskeller und auf dem Marktplatz die rekonstruierte kursächsische Postmeilensäule vom Rossmarkt, deren nicht mehr verwendete Bestandteile u. a. im Schlossmuseum bzw. der Schlossgaststätte ausgestellt sind. Ein originaler kursächsischer Viertelmeilenstein steht an der Annaberger Straße zur historischen Zschopautalbrücke mit kursächsischem Wappenstein. In Wolkenstein befinden sich zahlreiche weitere historische Gebäude.

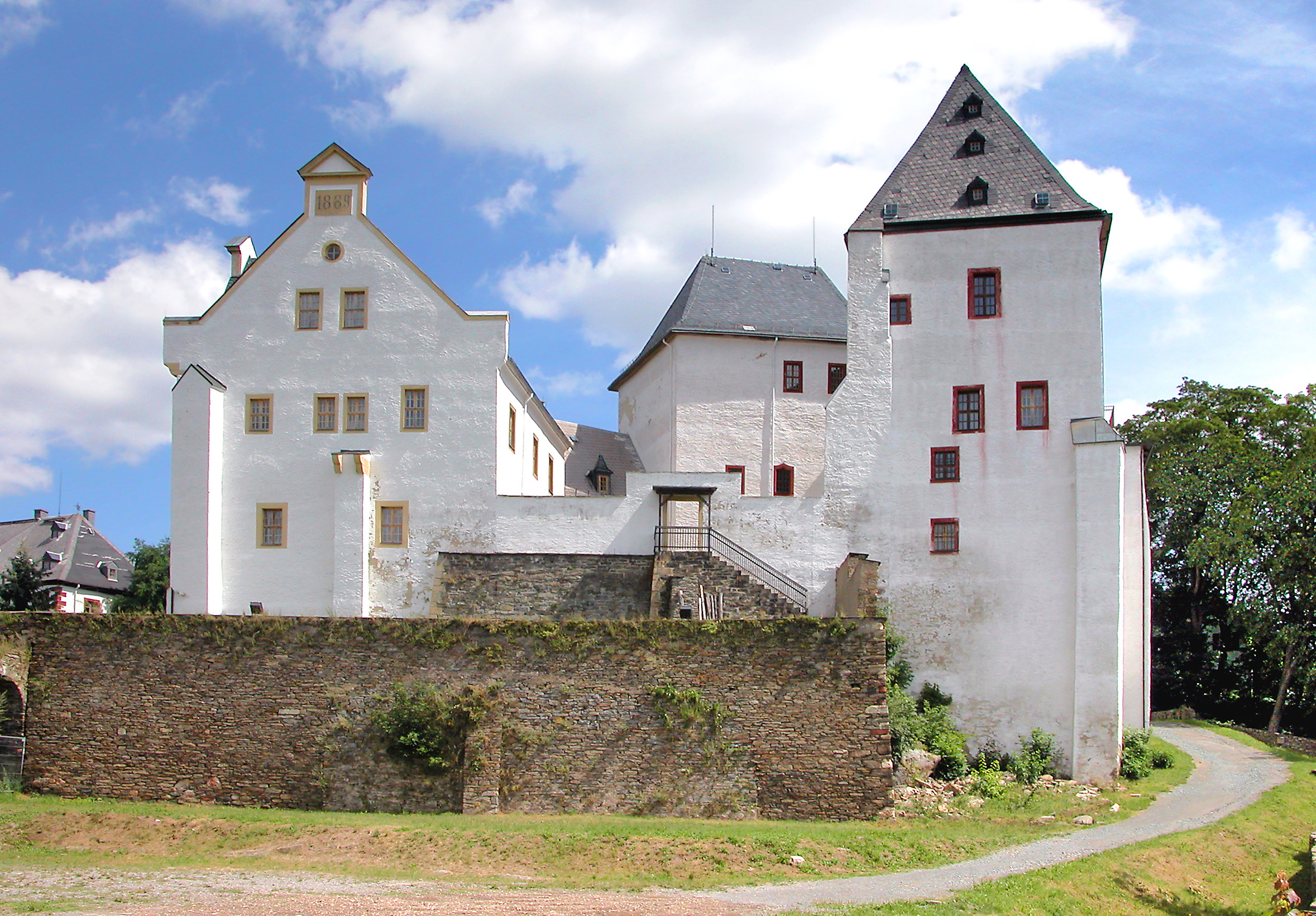
Schloss Wolkenstein von der Vorburg aus Südwesten
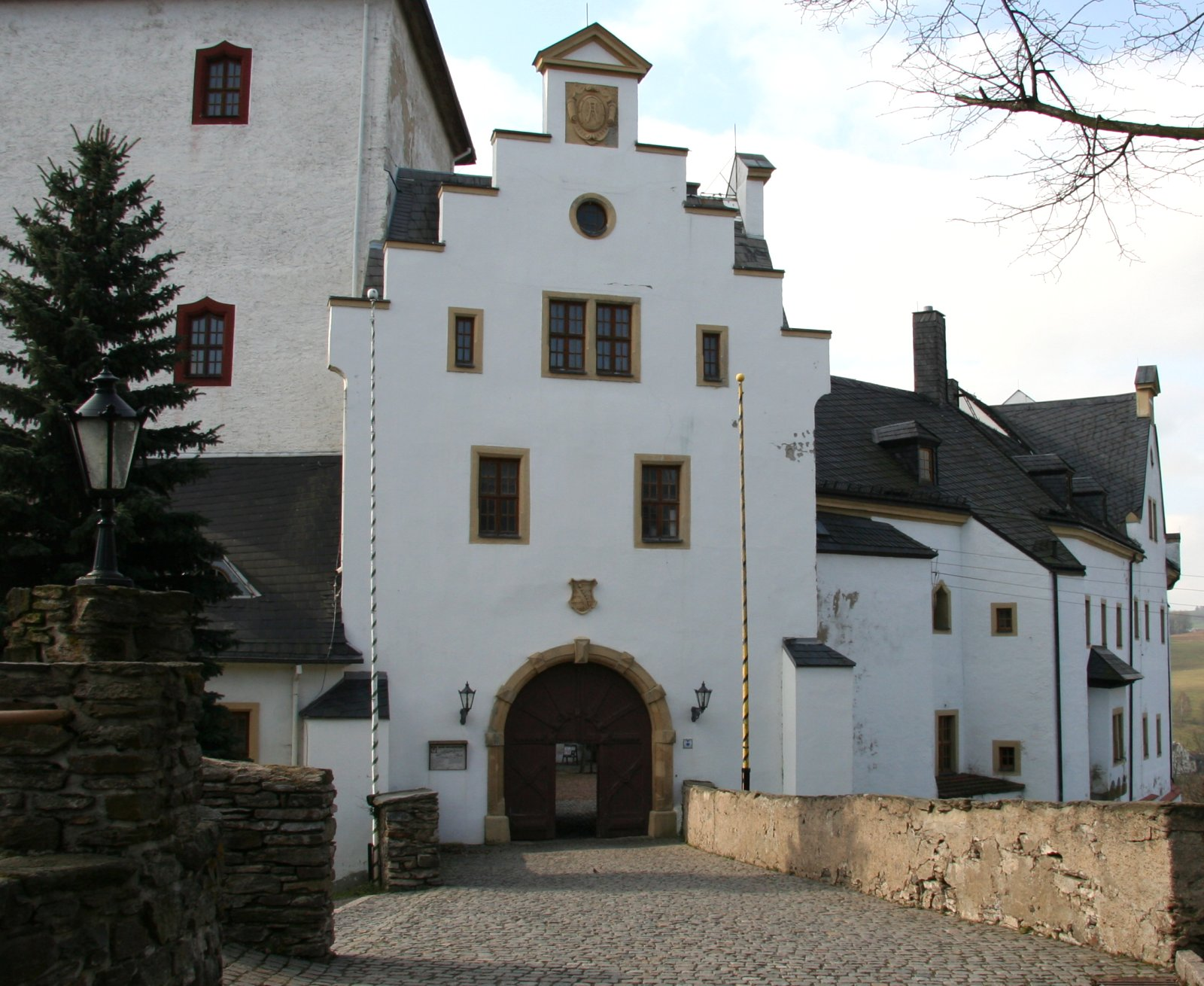
Schloss Wolkenstein
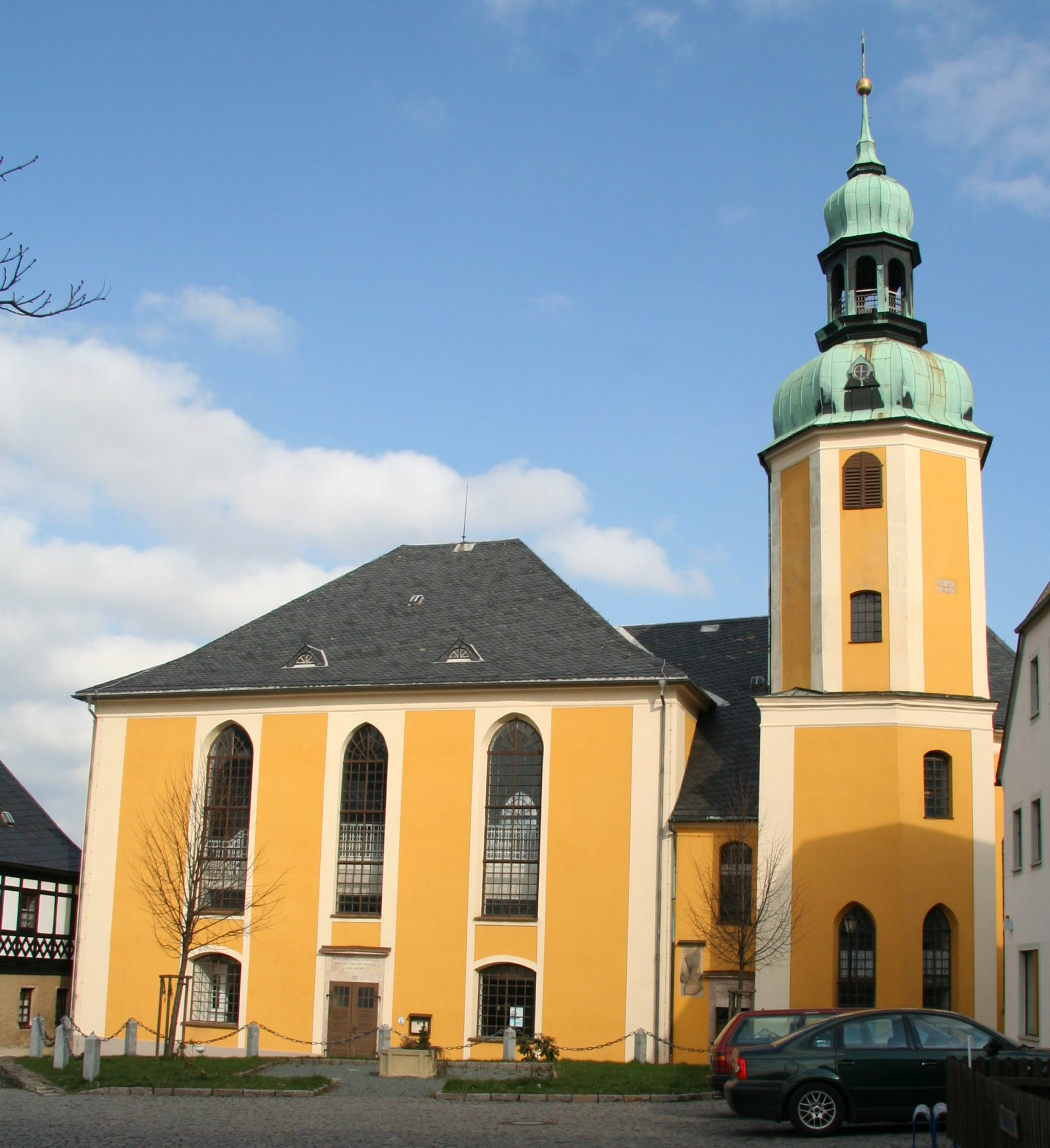
St. Bartholomäus-Kirche
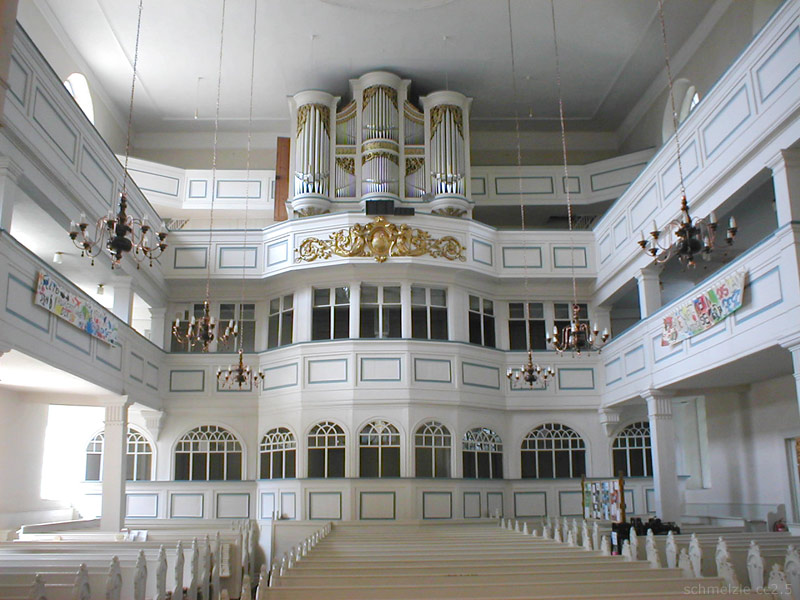
Westempore der St. Bartholomäus-Kirche
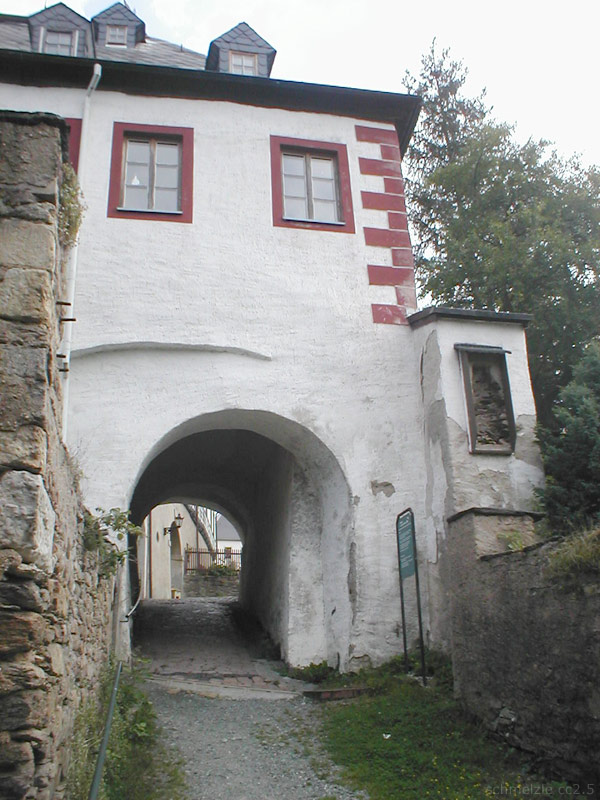
Mühltor

### Veranstaltungen (Auswahl)
Seit 2014 findet einmal jährlich, zusammen mit der Nachbarkirchgemeinde Schönbrunn, die Veranstaltungsreihe Sommerkirche statt.

## Wirtschaft und Infrastruktur

### Verkehr

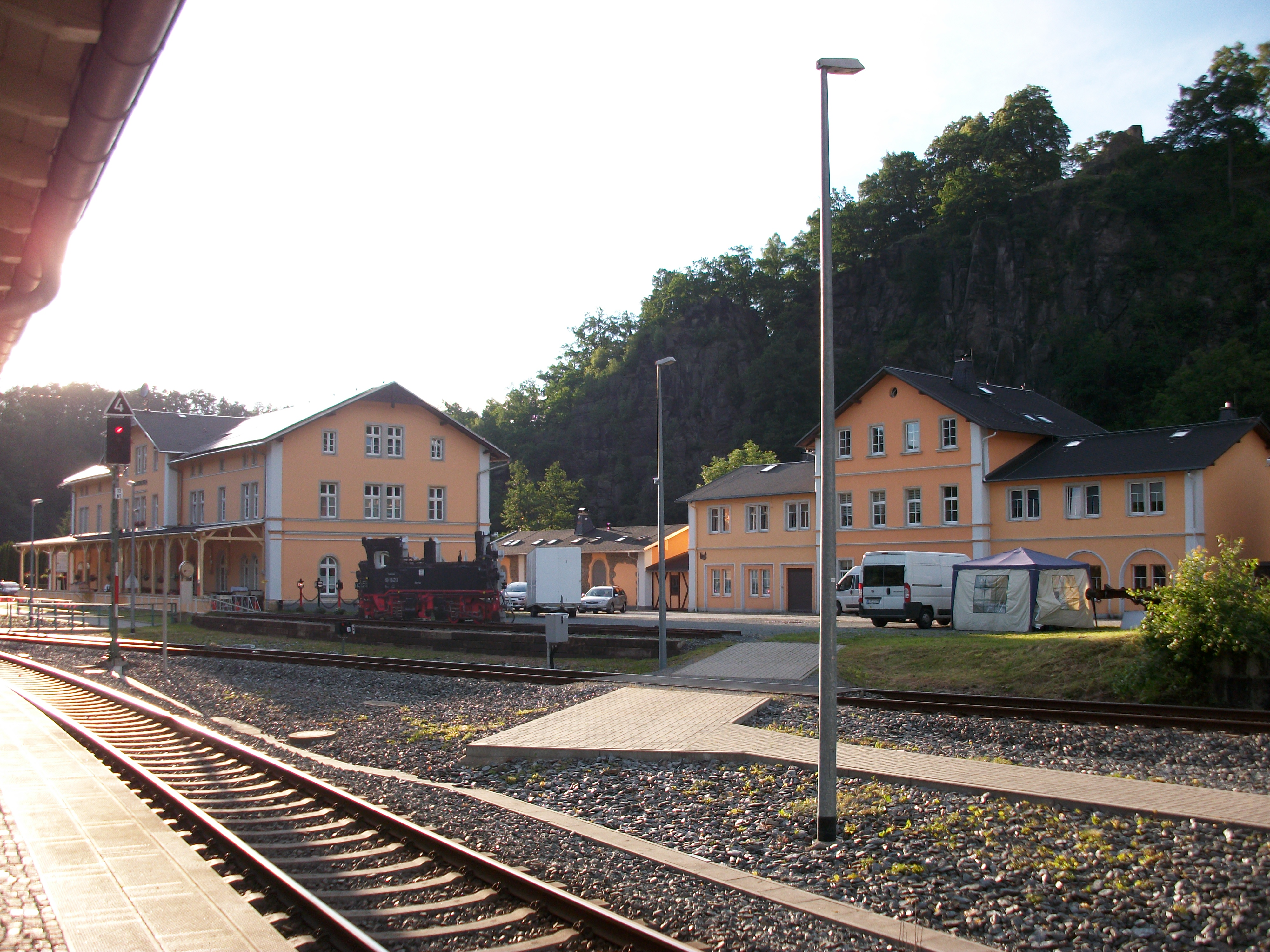
Bahnhof Wolkenstein, Empfangsgebäude und Wohnhaus (2016)

#### Eisenbahn
Wolkenstein erhielt 1866 einen Bahnanschluss mit Eröffnung der Zschopautalbahn. Die von Flöha bzw. Chemnitz Hauptbahnhof über Annaberg-Buchholz nach Vejprty (Weipert) führende Strecke wird heute von der Erzgebirgsbahn, einem Regio-Netz der Deutschen Bahn, betrieben.
Seit 1892 war der Wolkensteiner Bahnhof zudem Ausgangspunkt der Schmalspurbahn Wolkenstein–Jöhstadt (auch Preßnitztalbahn genannt), die von hier nach Jöhstadt führte. Die Strecke wurde zum Jahresende 1986 endgültig stillgelegt und ist lediglich von 1992 bis 2000 auf dem Abschnitt Steinbach–Jöhstadt als Museumsbahn wiederaufgebaut worden. Technisch bemerkenswert war die Verwendung eines Dreischienengleises, welches die Preßnitztalbahn (Spurweite 750 mm) und die Zschopautalbahn (Spurweite 1435 mm) auf einem Abschnitt von 1,9 km Länge ausgehend vom Bahnhof Wolkenstein befuhren.

#### Straße
Durch die Stadt verläuft die Bundesstraße 171. Im Ortsteil Heinzebank kreuzen sich die Bundesstraßen 101 und 174.

## Wirtschaft

### Ansässige Unternehmen
Im Wolkenstein befindet sich die 1887 gegründete Sachsenland Fruchtquell GmbH, die Früchte zu Rohsäften, Herstellung von Fruchtsäften, -nektaren sowie Obstweinen verarbeitet.

### Gesundheit
Die Knappschafts-Klinik Warmbad ist eine Rehaklinik für Orthopädie, Innere Medizin und Neurologie.

## Persönlichkeiten

### Söhne und Töchter der Stadt
- Andreas von Schönberg (1600–1688), kurfürstlich-sächsischer Geheimer und Kriegsrat, Generalwachtmeister und Oberkommandant der Dresdner Befestigungsanlagen sowie der Festung Königstein, Stadtkommandant von Hannover
- Christian Meltzer (1655–1733), Pfarrer und bedeutender Chronist des Erzgebirges
- Friedrich Wilhelm Köhler (1740–1798), Pfarrer und Chronist des Erzgebirges
- Christian Carl Kanne (1744–1806), Vizebürgermeister in Leipzig, Freund Johann Wolfgang von Goethe, Ehegatte von Anna Katharina Schönkopf, Goethes erster Geliebter („Käthchen“)
- Guido Barthol (1870–1932), als Referent für Bauwesen der Stadt Leipzig verantwortlich für Planung und Bau des Leipziger Hauptbahnhofes, später Kunstdezernent der Stadt Leipzig
- Karl Trinks (1891–1981), Pädagoge
- Max Dietrich (1896–1977), im Ortsteil Schönbrunn geborener evangelischer Pastor und Publizist
- Wolfgang Gerhard Pollmer (1926–2013), Agrarwissenschaftler und Pflanzenzüchter

### Personen, die mit dem Ort in Verbindung stehen

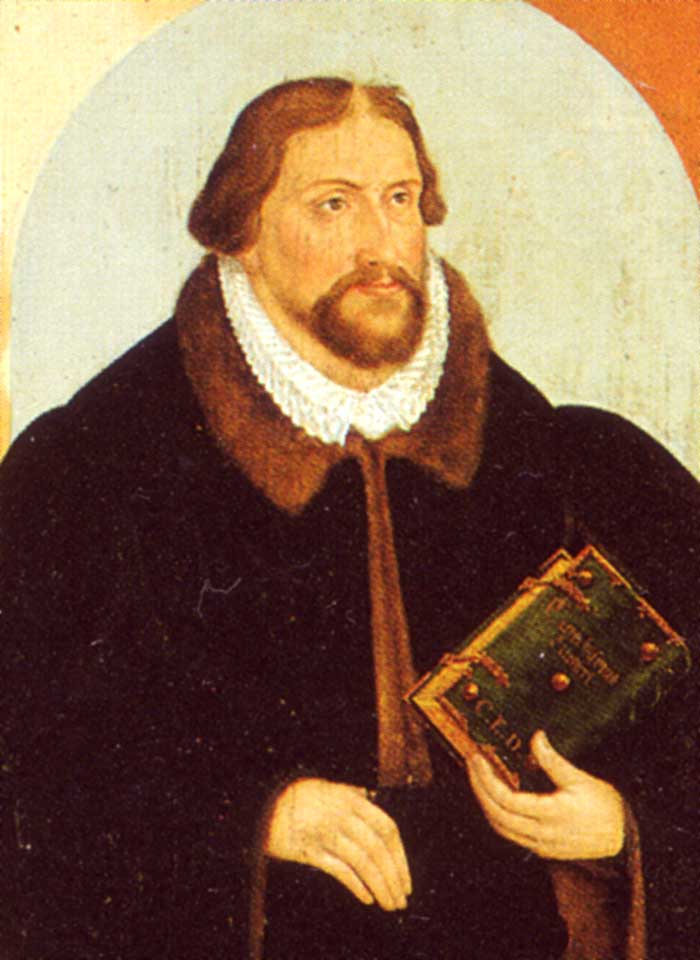
Kaspar Eberhard 1575, Gemälde von Lucas Cranach dem Jüngeren

- Kaspar Eberhard (1523–1575), lutherischer Theologe und Pädagoge
- Christoph Schindler (1596–1669), deutscher Jurist und Geistlicher, Pfarrer im Ort
- Christoph von Bärenstein, Amtshauptmann
- Wolf Rudolph von Schönberg (1668–1735), Amtshauptmann
- Christian Friedrich Glumann (1788–1868), Bürgermeister von Annaberg, MdL